# Lametasaurus indicus
Lametasaurus indicus es la única especie conocida del género dudoso Lametasaurus (“lagarto de Lameta”)  de dinosaurio terópodo abelisáurido, que vivió a finales del período Cretácico, hace 70 millones de años durante el Maastrichtiense, en lo que es hoy Subcontinente Indio. Sus restos fueron encontrados en la Formación Lameta, Jabalpur, India. La especie tipo es Lametasaurus indicus. Originalmente se indicó que sería una posible quimera paleontológica compuesta de muchos animales distintos.
Entre octubre de 1917 a 1919 Charles Alfred Matley halló varios fósiles en sus excavaciones cerca de Jabalpur. En 1921 él reportó el hallazgo en el "lecho de carnosaurios" de lo que él consideró que eran dos "megalosaurios", es decir dinosaurios terópodos. En 1923/1924 él denominó a uno de estos como la especie tipo Lametasaurus indicus. El nombre del género se refiere a la Formación Lameta, la cual data de la época del Maastrichtiense, mientras que el nombre de la especie es en referencia a la India. Sin embargo, Matley ya no lo identificó como un terópodo, sino como un miembro de Stegosauria, cuyo concepto en esa época también incluía a los dinosaurios acorazados actualmente asignados al grupo Ankylosauria; al principio Matley lo consideró como un estegosaurio en el sentido moderno del término e incluso intentó nombrarlo como una especie del género Omosaurus. El espécimen holotipo consistía de algunos escudos dérmicos, osteodermos, un hueso sacro con al menos cinco vértebras, una pelvis, una tibia y dientes. En 1933 Matley y Friedrich von Huene describieron algunos restos más completos recolectados por Barnum Brown, pensando que estos serían parte de una maza de la cola; más tarde se demostraría que era en realidad un osteodermo grande.
Por otro lado, en 1935 Dhirendra Kishore Chakravarti refutó esta interpretación del fósil como un dinosaurio acorazado. Él afirmó que era una quimera que incluía la armadura de un titanosaurio, dientes de crocodilianos y material de las patas de terópodos. En 1964 Alick Walker escogió los escudos óseos como el lectotipo, excluyendo por lo tanto a los dientes y huesos del material del holotipo. El nombre Lametasaurus ahora solo designaba a los escudos y se consideró generalmente que procedían de un miembro de la familia Nodosauridae. En cuanto a los huesos de la pelvis y patas se sugirió en 2003 que pertenecían a Rajasaurus. En 2008 Matthew Carrano et al. descartaron la posibilidad de que los escudos fueran de un anquilosaurio, estableciendo que podrían ser probablemente de un titanosaurio o quizás de un abelisáurido. De ser correcto este último caso, la especie no habría sido en principio una quimera y sería un posible sinónimo más antiguo de Indosaurus y/o Rajasaurus.
El material del holotipo se ha perdido, al carecer de un número conocido de catálogo, lo que hace difícil evaluar las diferentes hipótesis. El taxón es por tanto comúnmente considerado como un nomen dubium (nombre dudoso).